# أولاد زيان (بني وكيل)
أولاد زيان هي إحدى مشيخات المملكة المغربية، تتبع جغرافيا لإقليم الفقيه بن صالح وإداريًا لبني وكيل. يقدر عدد سكانها بـ 6083 نسمة حسب الإحصاء الرسمي للسكان والسكنى لسنة 2004.